# Grethe Rytter Hasle
Grethe Berit Rytter Hasle (* 3. Januar 1920  in Borre (Horten); † 9. November 2013) war eine norwegische Planktologin. Sie war eine der ersten Professorinnen für Naturwissenschaften an der Universität Oslo und spezialisierte sich auf das Studium des Phytoplanktons.
Die Standard-Autorenabkürzung Hasle wird verwendet, um Grethe Rytter Hasle als Autorin anzugeben, wenn ein botanisches Taxon zitiert wird.

## Persönliches Leben
Hasle wurde in Borre (Horten) als Tochter des Reeders Johan Kristian Rytter (1890–1966) und seiner Frau Nicoline Olava Nielsen (1885–1976) geboren. Sie heiratete Hans Martin Hasle († 1971) und nahm seinen Namen an.
Sie wohnte in Ekeberg in Norwegen und starb im November 2013.

## Karriere
Sie absolvierte 1942 das Elverum Teachers' College und schloss 1949 ihr Studium an der Universität Oslo ab, wo sie mit Trygve Braarud zusammenarbeitete.
1950 veröffentlichte sie ihre erste Arbeit, „Phototactic vertical migration in marine dinoflagellates“ („Phototaktische Vertikalwanderung bei marinen Dinoflagellaten“). 1968 promovierte sie zum Dr. philos. mit der Arbeit „An Analysis of the Phytoplankton of the Pacific Southern Ocean“ („Eine Analyse des Phytoplanktons im pazifischen Südpolarmeer“).

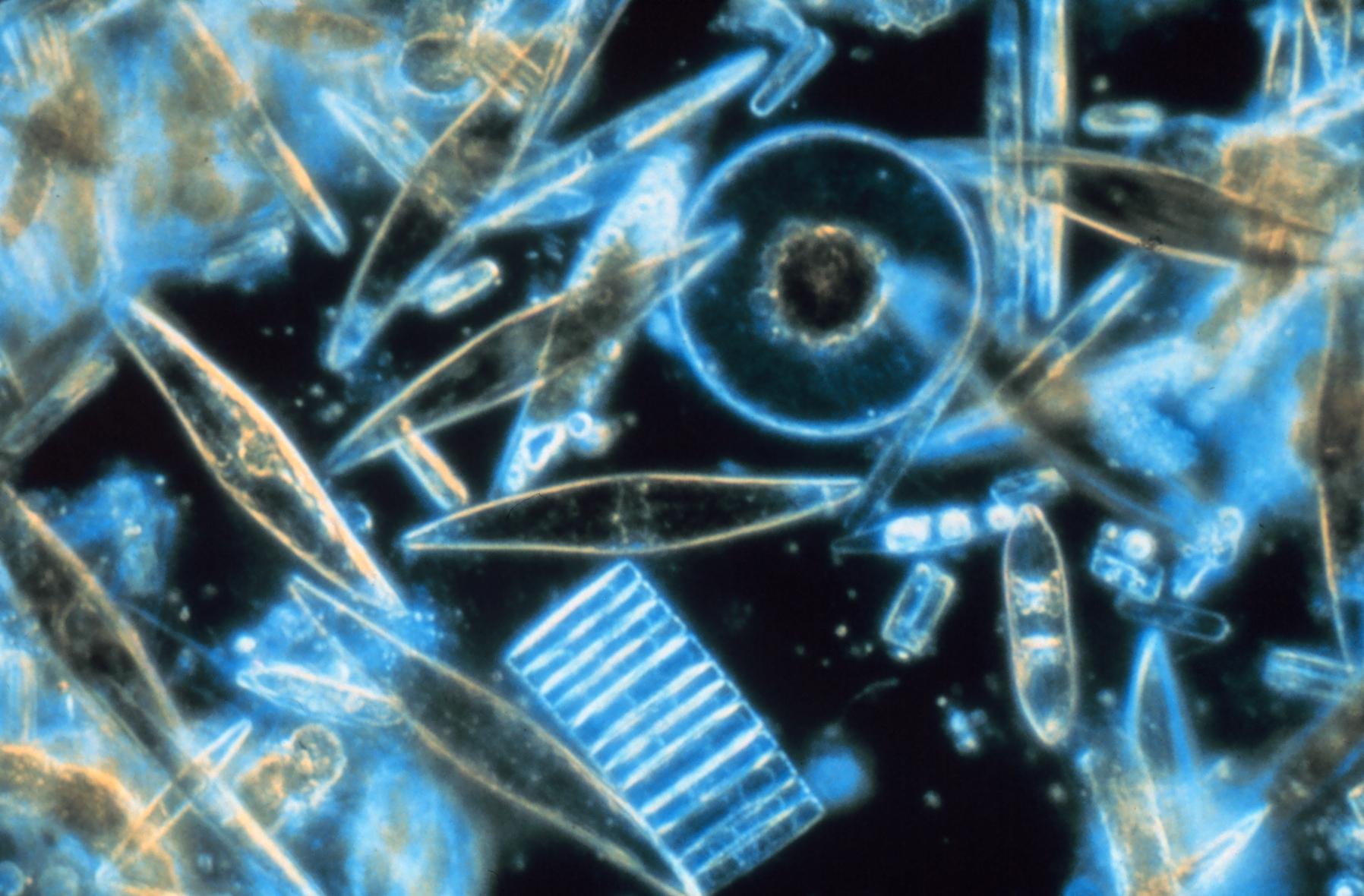
Bacillariophyceae (Kieselalgen)

Sie wurde 1961 als Dozentin an die Universität Oslo berufen und war dann von 1977 bis 1990 Professorin für Meeresbotanik. Sie war die dritte Professorin an der Fakultät für Mathematik und Naturwissenschaften und wurde 1980 als einzige Wissenschaftlerin der Naturwissenschaften in die Norwegische Akademie der Wissenschaften aufgenommen.
Von 1968 bis 1969 war sie außerdem Gastwissenschaftlerin an der Texas A&M University.
Berühmtheit erlangte sie vor allem durch ihre Studien zum Phytoplankton im Allgemeinen und zur Klasse der Bacillariophyceae (Kieselalgen) im Besonderen.
Von großer Bedeutung sind auch ihre Überarbeitungen der morphologischen Taxonomie der Gattungen Thalassiosira, Nitzschia und Fragilariopsis.

## Ehrungen
Die marine Kieselalgengattung Haslea R. Simonsen, 1974 (Naviculales) wurde nach ihr benannt.
Sie wurde mit einer Festschrift zu ihrem siebzigsten Geburtstag geehrt und erhielt im Jahr 2000 den Award of Excellence der Phycological Society of America und 2003 den Yasumoto Lifetime Achievement Award der International Society for the Study of Harmful Algae.

## Ausgewählte Veröffentlichungen
- Grethe R. Hasle, Greta A. Fryxell: Diatoms: Cleaning and Mounting for Light and Electron Microscopy. In: Transactions of the American Microscopical Society. 89. Jahrgang, Nr. 4, 1970, S. 469, doi:10.2307/3224555, JSTOR:3224555 (englisch).
- Grethe Rytter Hasle: The biogeography of some marine planktonic diatoms. In: Deep Sea Research and Oceanographic Abstracts. 23. Jahrgang, Nr. 4, 1. April 1976, ISSN 0011-7471, S. 319–IN6, doi:10.1016/0011-7471(76)90873-1 (englisch).
- G. R. Hasle, C. B. Lange, E. E. Syvertsen: A review ofPseudo-nitzschia, with special reference to the Skagerrak, North Atlantic, and adjacent waters. In: Helgoländer Meeresuntersuchungen. 50. Jahrgang, Nr. 2, 1996, ISSN 0174-3597, S. 131–175, doi:10.1007/BF02367149 (englisch).
- Greta A. Fryxell, Grethe R. Hasle: Thalassiosira eccentrica (Ehrenb.) Cleve, T. Symmetricasp. nov., and Some Related Centric Diatoms. In: Journal of Phycology, Band 8, Nr. 4, 1972, S. 297–317; doi:10.1111/j.1529-8817.1972.tb04044.x (englisch).
- Nina Lundholm, Grethe Rytter Hasle, Greta A. Fryxell, Paul E. Hargraves: Morphology, phylogeny and taxonomy of species within the Pseudo-nitzschia americana complex (Bacillariophyceae) with descriptions of two new species, Pseudo-nitzschia brasiliana and Pseudo-nitzschia linea. In: Phycologia. 41. Jahrgang, Nr. 5, 2002, ISSN 0031-8884, S. 480–497, doi:10.2216/i0031-8884-41-5-480.1 (englisch).